# Parasmittina hanzawae
Parasmittina hanzawae is een mosdiertjessoort uit de familie van de Smittinidae. De wetenschappelijke naam van de soort is voor het eerst geldig gepubliceerd in 1960 door Kataoka.